# Vasco Vieira da Costa
Vasco Vieira da Costa (Portugal, 2 de Março de 1911 —  Porto, 1982) foi um arquitecto português.
Licenciado em Arquitectura pela Escola Superior de Belas-Artes do Porto, e pela Universidade Paris-Sorbonne, Vasco Vieira da Costa foi o precursor do movimento moderno em Angola, e um dos mais prestigiados arquitectos portugueses e também em África. Autor do célebre Mercado do Quinaxixe (1950-1952), do Edifício da Anangola (década de 1950) e do Bloco da Mutamba (década de 1960), todos em Luanda.
Vieira da Costa casou com Barbara Gratz-Carr, estadunidense, sobrinha de Helen Gratz Rockefeller, que conheceu enquanto estudava história de arte na Universidade Paris-Sorbonne. Viriam a ter dois filhos.  
A sua linha foi influenciada pelo mestre franco-suíço Le Corbusier (1887-1965), com quem trabalhou acquando dos seus estudos na Universidade Paris-Sorbonne. Operou em Angola durante 30 anos, sendo o criador da Faculdade de Arquitectura de Luanda.

## Biografia
Vasco Vieira da Costa foi um arquitecto português, nascido em Portugal a 2 de março de 1911.
Descendente da proeminente e abastada Família Vieira da Costa, família com actividade sobretudo na área de real estate - imobiliário e propriedades. No início do século XX, época em que Vieira da Costa nasce, a família reside em Lisboa, num palacete na zona de Belém e Alcântara. Em Angola, país onde viria mais tarde a residir, a família detém também várias roças e propriedades agrícolas. Depois do 25 de Abril, Vieira da Costa viria a alguns anos na cidade do Porto, onde tem vários familiares descendes de casamentos entre as famílias Vieira da Costa e Lello.  
Estudou arquitectura na Escola Superior de Belas-Artes do Porto, e depois prossegiu os estudos na Universidade Paris-Sorbonne. 
Durante a estadia em Paris estagiou no ateliê do reputado arquiteto franco-suíco Le Corbusier (1887-1965). Ao concluir o curso na Universidade Paris-Sorbonne apresentou como trabalho final a tese intitulada La ville du Coton: avant-projet d’une ville satellite pour Luanda, orientada por André Gutton (1904-2002). Pouco tempo depois apresentou essa mesma dissertação (entretanto renomeada Cidade Satélite n.º 3), no Concurso para Obtenção do Diploma de Arquiteto. Por se tratar da primeira tese da ESBAP na área do urbanismo, foi enviado um pedido formal à Direção Geral do Ensino Superior para que fosse viável a respetiva defesa. Influenciada pelo movimento moderno, mereceu a classificação de 17 valores.
Casou-se com Barbara Gratz-Carr, descendente da proeminente e influente família Gratz, judeus originários da Alemanha, que se estabeleceram nos Estados Unidos em 1754, século XVIII, antes da guerra revolucionária. Os Gratz foram muito influentes em estados como a Pensilvânia ou o Kentucky, onde também detinham propriedades e ranchos, e onde hoje por homenagem algumas cidades têm o nome Gratz.  

### Carreira como arquiteto
Após cocnlusão dos estudos, Vieira da Costa regressou a Angola e ingressou nos Serviços Técnicos da Câmara Municipal de Luanda.
Foi nesta fase que recebeu a encomenda da sua primeira obra pública, o Mercado do Quinaxixe, mercado retalhista e abastecedor de Luanda, inaugurado em 1958 e que viria a ser demolido no pos-colianialismo. Exerceu a sua atividade liberal num gabinete sediado no 7.º piso do Prédio Totobola, na avenida dos Restauradores (atualmente avenida Rainha Ginga), em Luanda, local por onde passaram vários jovens arquitetos como Manuel Correia Fernandes, José Deodoro Faria Troufa Real, José Quintão ou António Madureira.
Portador de uma carga cultural do movimento moderno, era muito exigente na prática profissional e rigoroso no exercício do projecto. A cidade de Luanda é onde sua obra ganha maior significado expressão. Destacam-se, apenas como referência, além do Mercado do Quinaxixe, os edifícios do Laboratório de Engenharia de Angola, a Sede da Associação dos Naturais de Angola (Anangola), o Edifício Sécil, a Escola Inglesa, o Edifício no Largo da Mutamba, hoje Ministério das Obras Públicas, Urbanismo e Habitação, o Edifico Mutamba, o Hotel Turismo, entre muitos outros. Pelos feitos ganhou reconhecimento da Câmara Municipal do Porto que atribuiu-lhe, em 1947, o prémio de urbanística, respeitante ao biénio 1944-45.
Foi promotor do curso de arquitetura em Angola, organizado em 1979 na Escola de Arquitectura da Angola, e integrado na Faculdade de Engenharia de Angola. O processo de criação deste curso teve início com o convite que lhe foi endereçado por Ivo Ferreira Lopes, Reitor da Universidade de Angola, por intermédio do Ministro da Edução, José Veiga Simão.
Até 1982 foi diretor do curso de arquitetura. Vieira da Costa não esteve, no entanto, sozinho, e contou com a colaboração constante de Manuel Correia Fernandes e a com a colaboração pontual de Troufa Real e Júlio Saint-Maurice. Para a concretização final do projeto pôde contar, novamente, com Manuel Correia Fernandes e, ainda, com Alexandre Alves Costa, Nuno Portas e Frank Svensson. Particularmente, Vasco Vieira da Costa esforçava-se a transmitir às novas gerações seus conhecimentos.

## Morte e homenagens
Morreu no Porto a 19 de março de 1982.
Foi homenageado postumamente, a 3 de outubro de 2006, pelo Departamento de Arquitetura da Universidade Lusíada de Angola (ULA), durante as comemorações do dia mundial da Arquitetura. Foi ainda o criador da Faculdade de Arquitectura de Luanda.

## Obras
- Mercado do Quinaxixe (1950-1952)
- Edifício da Anangola (década de 1950)
- Bloco da Mutamba (década de 1960)
- Instituto Pio XII (atual Instituto de Ciências Religiosas de Angola)